# 熊應捷
熊應捷（1584年—1610年），字愚公，號谷愚，四川叙州府隆昌县軍籍，荣昌县人，明朝政治人物。

## 生平
万历二十八年（1600年）庚子科四川乡试举人，三十五年（1607年）丁未科進士，三十六年授户部福建司主事，三十八年养病，卒。

## 家族
曾祖熊萬緒；祖父熊夢之，壽官；父熊文物。母朱氏。慈侍下。兄熊應占（刑部郎中）、應攀。弟應契、應繇、應益、應垂。